# 자이든 케인

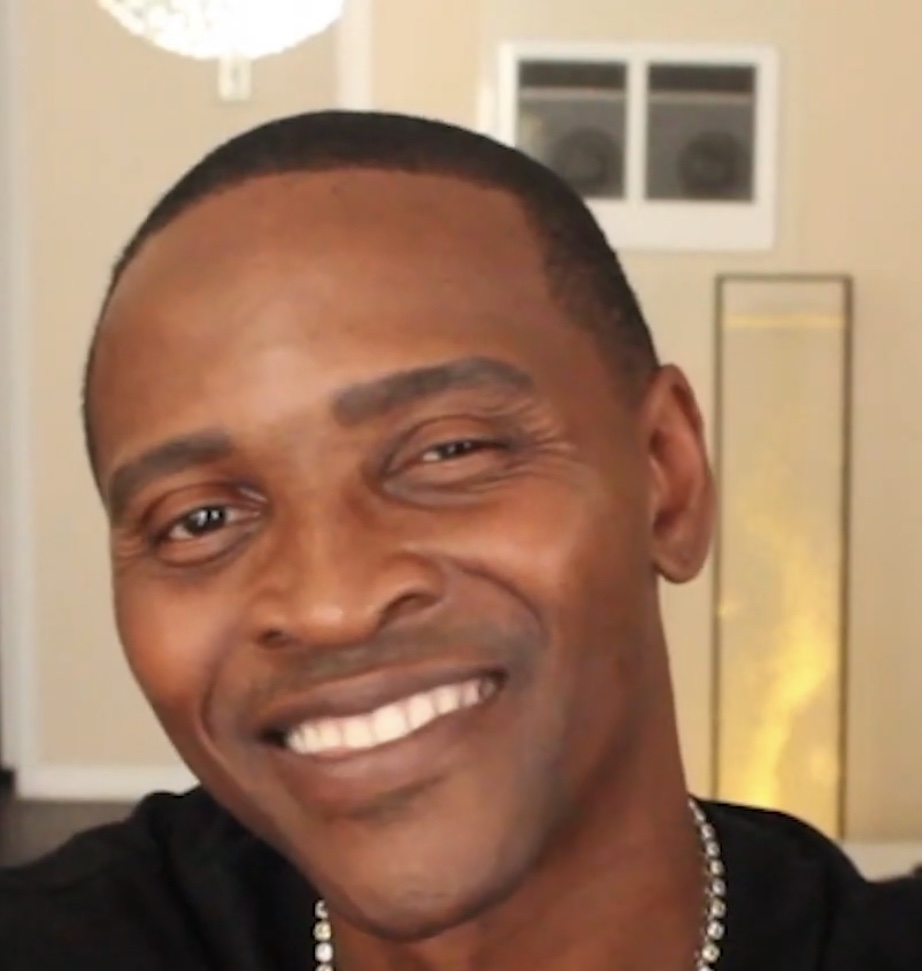

자이든 케인(Jaiden Kaine)은 미국의 배우, 텔레비전 배우이다.
뉴욕주에서 태어났다.

## 방송
- 루크 케이지
- 뱀파이어 다이어리 시즌7

## 영화
- 콜드 문 (2016년)
- 히든 피겨스 (2016년) - 조슈아 콜먼 역
- 미스컨덕트 (2016년) - 휴즈 박사 역
- 미스터 라잇 (2015년) - 브루스 역
- 부모님과 이혼하는 방법 (2015년)
- 파이브 스타 (2014년)
- 더 글래스 써클 (2013년)
- 비긴 어게인 (2013년)
- 컴 애즈 유 아 (2012년)
- 데드 소울즈 (2012년) - 앤드류 역
- 크리스마스 엔젤 (2012년) - 젭 콘로이 역
- 헬벤더스: 최후의 성전 (2011년) - 악마 역